# World Traditional Kickboxing Association
 (septembre 2023).
Si vous disposez d'ouvrages ou d'articles de référence ou si vous connaissez des sites web de qualité traitant du thème abordé ici, merci de compléter l'article en donnant les références utiles à sa vérifiabilité et en les liant à la section « Notes et références ».
La World Traditional Kickboxing Association (WTKA - nom complet : World Traditional Karate, Kick Boxing, Kung Fu & All Styles Association") est une fédération qui promeut le kick-boxing au niveau mondial.
La WTKA propose plus d'une dizaine de disciplines martial en compétition : semi-contact, light-contact, full contact, kick-boxing, Thaï-boxing, forms, K1-style,free-fight, MMA, sanda, grappling, etc. En quelques années, la W.K.T.A. est devenue la première organisation mondiale. D'ailleurs en 2009, 138 pays se sont affiliés à cette fédération internationale.

## Origines

### Le karaté

#### La Chine
Bien que les origines anciennes du karaté soient très vagues, on sait pourtant qu'il y a 1400 ans, Daruma Daishi qui enseignait au Temple Shaolin en Chine, employait des techniques qui sont à la base du karaté. Plus tard, ces techniques se sont développées pour devenir la forme de combat appelée boxe shaolin.

#### Okinawa
Au XVIe siècle, la Boxe Shaolin venue de Chine a atteint Okinawa. Elle s'est mélangée aux techniques locales d'Okinawa pour donner plusieurs styles Okinawaiens.

#### Le Japon
En 1922, alors qu'il avait maîtrise les deux styles principaux d'Okinawa, Maître Gichin Funakoshi, président de l'Association de l'Esprit des Arts Martiaux, fut choisi pour faire une démonstration de karaté à la première Exhibition Athlétique Nationale à Tokyo. Cela permit d'introduire l'ancien art martial dans le reste du Japon. Sollicité par des amis et des instances officielles, il resta à Tokyo pour enseigner.

#### Les États-Unis
En 1955, Tsutomu Ohshima, un des derniers élèves directs de Maître Funakoshi (1948-1953, Université de Waseda à Tokyo au Japon), vint aux États-Unis et fut la première personne à enseigner le Karaté dans ce pays. 
 
Ce fut cette même année qu'il organisa l'Association de karaté de Californie du Sud, qui s'est développée au cours des années pour devenir l'association nationale à but non lucratif : Shotokan Karate of America (SKA).

### Le kick-boxing
Le kick-boxing se décrit succinctement par des actions « coups de pied et de poing ».
Le kick-boxing est née autour de la première moitié des années 1970 aux États-Unis dans le sillage de nombreux films de Kung Fu de l'Extrême-Orient. 
Le kick-boxing s'est fait une place et obtient un succès immédiat. Dans les gymnases, il se transforme rapidement en une vraie mode grâce au nombre important de praticiens.
Le premier combat de kick-boxing reçoit un réel succès, notamment grâce à Mike Anderson, premier à réaliser une étude codifiée pour faire découvrir une nouvelle discipline et ses règles.
Dans l'histoire du sport, le premier tournoi officiel des Arts Martiaux Full Contact s'est déroulé à Los Angeles en septembre 1974 et est rebaptisé "Contact Karaté". Viendra ensuite la PKA (Professional Karaté Association) pour gérer et organiser la discipline au niveau mondial.On peut considérer la PKA comme une des premières fédérations mondiales de boxes pieds/poings.

### IAKSA
Quelques années après la naissance de la PKA, plusieurs fédérations mondiale ont vu le jour. La IAKSA qui est né en Italie et dont le Président actuel se nomme DRUGIN YURY (Russe)s'est voulu réformatrice et œuvrer pour un kick-boxing de qualité et professionnel.

### Naissance de la WTKA International
La WTKA a pris naissance en 2003 grâce à cinq pays qui sont l'Italie, l'Angleterre, l'Irlande, l'Allemagne et la Slovaquie et surtout grâce aux dirigeants de la IAKSA. 
Ensemble, ces cinq pays ont décidé de développer leurs activités dans le monde entier afin d'attirer de nouveaux adhérents.
La WTKA a voulu se positionner sur la scène mondiale comme la plus grosse organisation de sport de combats amateurs.

## Objectifs de la WTKA International
La WTKA a pour objectif de créer un environnement convivial et international où tous ses membres peuvent pratiquer et développer, ensemble, des arts martiaux et des sports de combat dans un climat harmonieux.

## Esprit de la WTKA International
La WTKA, par sa structure démocratique, garantit une éthique dans sa gestion, ce qui établit le respect et l'harmonie dans ses relations avec les divers partenaires tels que les hauts fonctionnaires, les directeurs nationaux et les combattants.
La WTKA est une fédération mondiale qui reconnaît à tous, le droit d'exercer une activité sportive martiale.

## Pays membres de la WTKA International
En quelques années, la WTKA est devenue la première organisation mondiale. En 2009 la fédération compte plus de 138 pays affiliés.

## Staff de la WTKA (en 2009)
- Dr. Michele Panfietti: World President WTKA
- Dr. Dr. Cristiano Radicchi: Vice President WTKA
- Ruddy RENAUD : Représentant pour la France (Fédération WTKA-France - kick-boxing et karaté) – Arts martiaux, Sports de combat, Boxes pieds-poings, combat libre, grappling.
- Halim FERFERA : Représentant pour l'algerie (kick boxing) - (Full contact) - (K1 rules)